# 菌改
菌改，即庶长改（？—？），名改，秦國庶长，戰國初年人。
前385年，秦出公年幼，其母君夫人當政，百姓怨恨。改擔任庶长，殺死了秦出公母子。秦出公的堂叔父秦靈公死的時候，太子師隰沒有即位，出居河西。這時，庶长改迎接師隰即位，師隰就是秦獻公，魏國乘秦國內亂之機，奪取了河西之地。